# Customer Information Control System
Customer Information Control System (CICS, CICS Transaction Server) è un server transazionale ovvero un gestore di transazioni che può essere eseguito principalmente su mainframe IBM con sistema operativo z/OS e z/VSE.
È progettato per l'esecuzione di un elevato volume operazioni online, principalmente interattive ovvero controllabili da un utente tramite terminale, ma sono ammesse anche elaborazioni in background. Le applicazioni che il CICS può eseguire sono scritte in vari linguaggi che usano estensioni del linguaggio CICS per interagire con le risorse CICS quali ad esempio file, connessioni a database, o per invocare funzioni come ad esempio un servizio web. Il CICS gestisce la transazione globalmente e in maniera tale che se per qualsiasi motivo una parte della transazione fallisce, tutti i cambiamenti prodotti vengono ripristinati come se la transazione non avesse lavorato affatto.
Dato che il CICS è maggiormente utilizzato nelle istituzioni finanziarie quali le banche o le compagnie assicurative, nel 2004 più del 90% delle aziende Fortune 500 fondavano sull'utilizzo del CICS (su zOS) le funzioni chiave del loro business. Il CICS è usato anche nelle applicazioni su sportelli, nei sistemi di controllo di produzione, in applicazioni assicurative e in molti altri tipi di applicazioni interattive.
I recenti miglioramenti del CICS includono il supporto dei servizi Web e degli Enterprise Java Beans (EJBs), Event processing, Atom feeds, e l'interfaccia RESTful.
Il CICS Transaction Server version 4.2, disponibile per tutti i clienti il 24 giugno 2011, include il supporto per gli eventi di sistema, il 64-bit Java, il transaction tracking, e la passphrase.